# Anagrus obvius
Anagrus obvius är en stekelart som beskrevs av Soyka 1956. Anagrus obvius ingår i släktet Anagrus och familjen dvärgsteklar. Inga underarter finns listade i Catalogue of Life.